# Ейлст
Ейлст (нід. IJlst, нід. вимова: [ɛilst]) — місто в нідерландській провінції Фрисландія. Входить до муніципалітету Південно-Західна Фрисландія. Його населення станом на 2017 рік складало 3140 осіб.

## Галерея

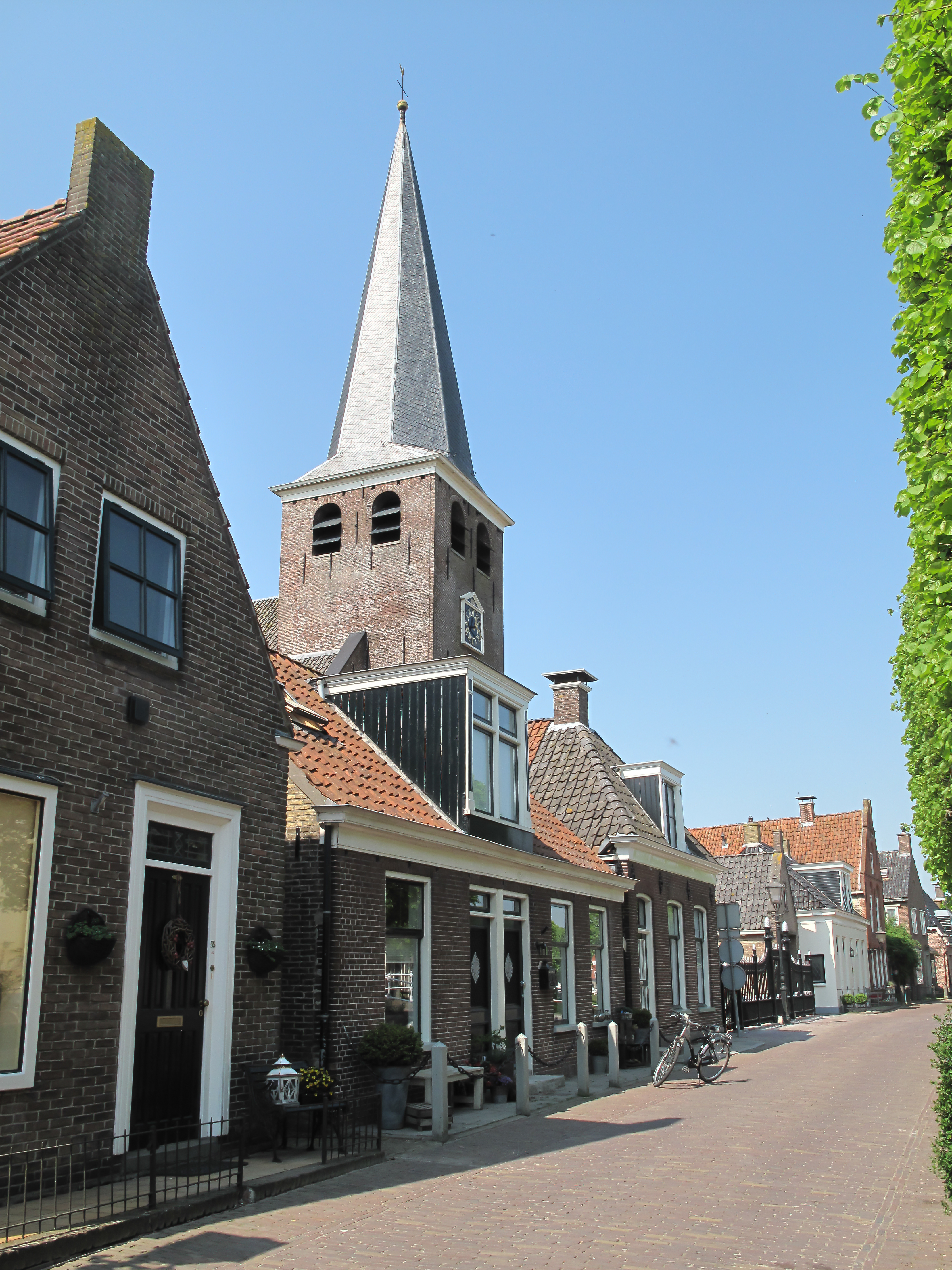
Церква в Ейлсті
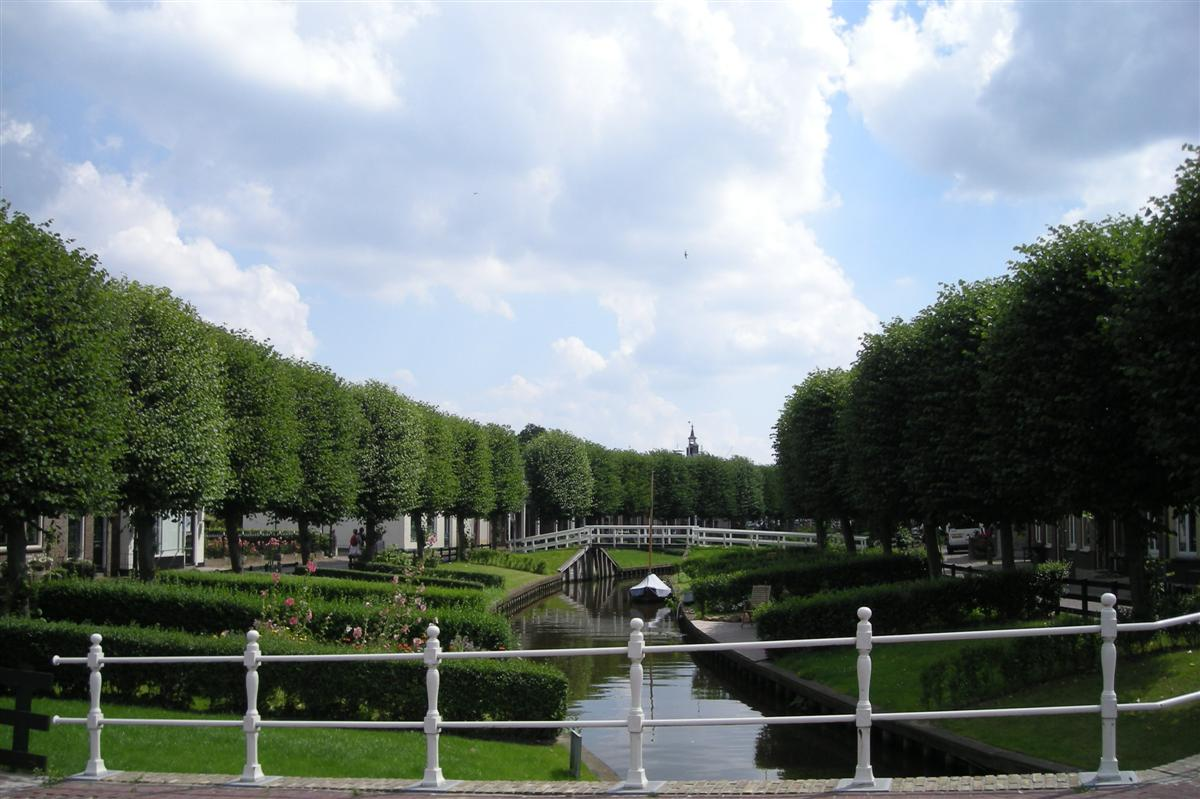
Ейлст
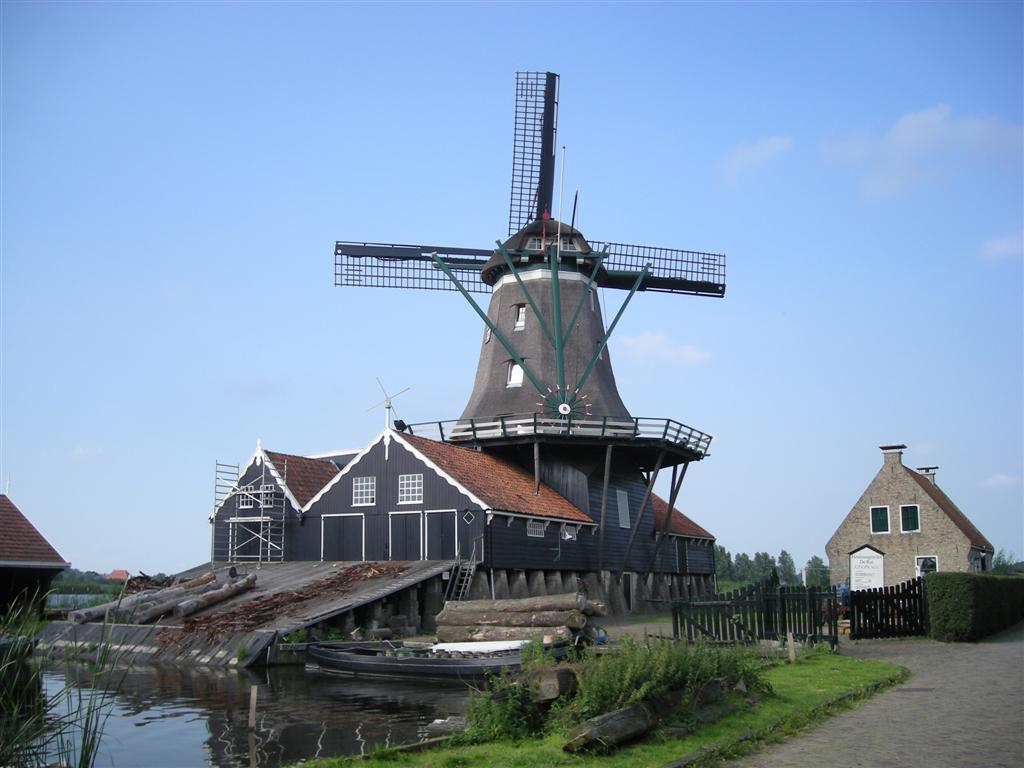
Вітряк De Rat